# Docalidia fortis
Docalidia fortis är en insektsart som beskrevs av Nielson 1979. Docalidia fortis ingår i släktet Docalidia och familjen dvärgstritar. Inga underarter finns listade i Catalogue of Life.